# Cerizay
Cerizay ist eine französische Gemeinde mit 4795 Einwohnern (Stand: 1. Januar 2022) im Département Deux-Sèvres in der Region Nouvelle-Aquitaine. Sie gehört zum Arrondissement Bressuire und ist der Hauptort (chef-lieu) des Kantons Cerizay. Die Einwohner werden Cerizéens genannt.

## Geographie
Im Südwesten der Gemeinde verläuft der Fluss Sèvre Nantaise. Cerizay wird umgeben von den Nachbargemeinden Combrand im Norden und Nordwesten, Le Pin im Norden und Nordosten, Cirières im Osten, La Forêt-sur-Sèvre im Südosten, Saint-André-sur-Sèvre im Süden und Südwesten, Saint-Mesmin im Südwesten und Montravers im Westen.
Durch die Gemeinde führen die Route nationale 160bis und 744. Der Bahnhof von Cerizay liegt an der Bahnstrecke von Sables-d’Olonne nach Tours.

## Bevölkerungsentwicklung
| Jahr      | 1962 | 1968 | 1975 | 1982 | 1990 | 1999 | 2006 | 2011 |
| Einwohner | 2855 | 3582 | 4687 | 4881 | 4787 | 4589 | 4591 | 4697 |

## Sehenswürdigkeiten
- Abtei Notre-Dame de Beauchêne
- Kirche Saint-Pierre

## Gemeindepartnerschaften
Mit folgenden Gemeinden bestehen Partnerschaften:
- Chipping Ongar, Essex (England), Vereinigtes Königreich, seit 1974
- Montemor-o-Velho, District Coimbra, Portugal, seit 1988
- Badou, Präfektur Wawa, Togo, seit 1990